# Doeringiella arechavaletai
Doeringiella arechavaletai là một loài Hymenoptera trong họ Apidae. Loài này được Brèthes mô tả khoa học năm 1909.